# Головний корпус Тартуського університету
58°22′52″ пн. ш. 26°43′12″ сх. д. / 58.381111111111° пн. ш. 26.72° сх. д.

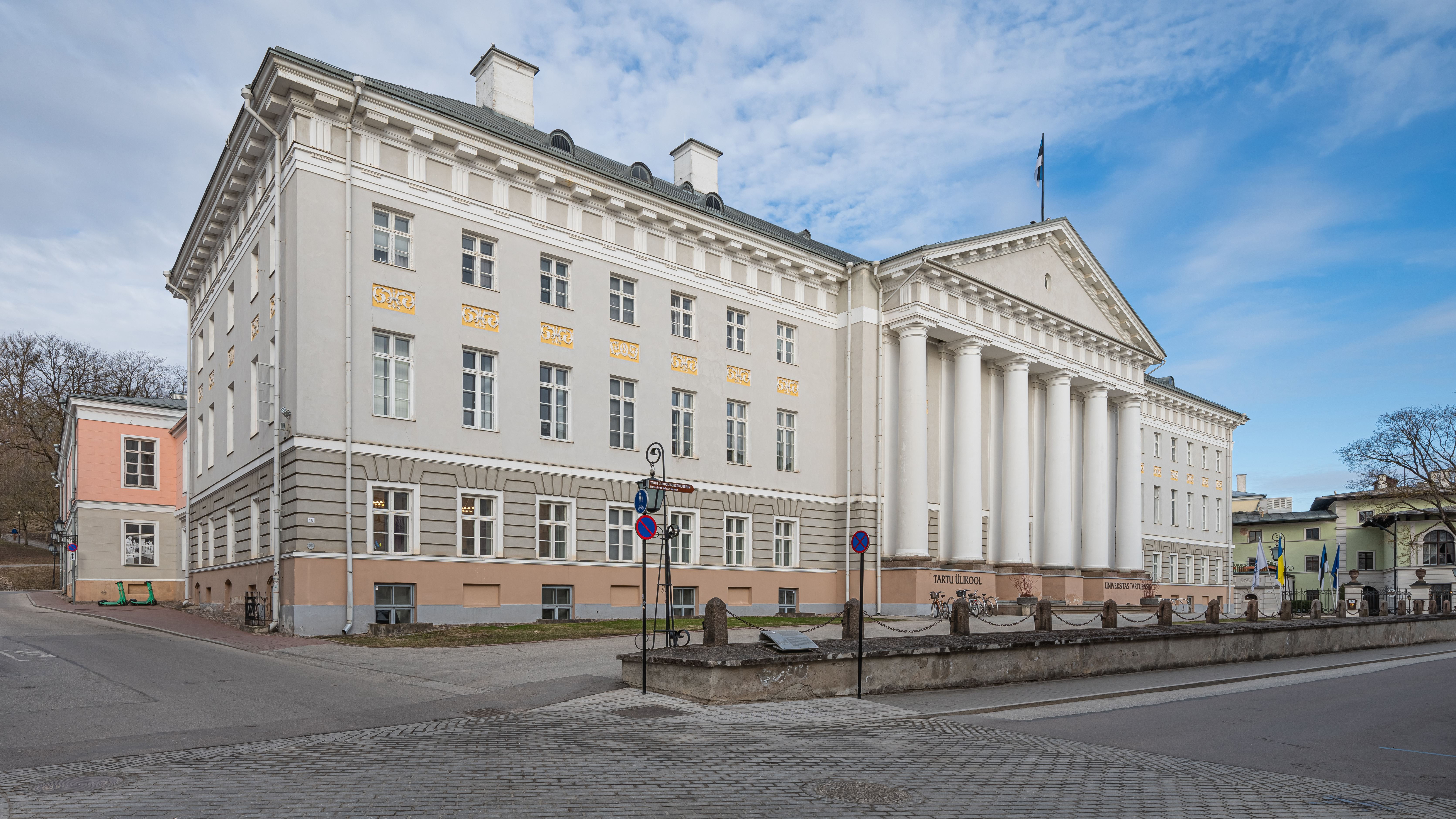
Головний корпус Тартуського університету

Головний корпус Тартуського університету (ест. Tartu Ülikooli peahoone) є головним корпусом Тартуського університету. Ця будівля є одним із найвидатніших зразків класичного стилю в Естонії.
Побудований між 1804 і 1809 роками, він був спроектований архітектором Йоганном Вільгельмом Краузе  .
Будівлю багато разів реставрували, в тому числі після пожежі в 1965 році, а востаннє в 2007 році  .
У ньому є велика аудиторія, а також камери на горищі, які використовувалися протягом 19 століття для утримання студентів як покарання .

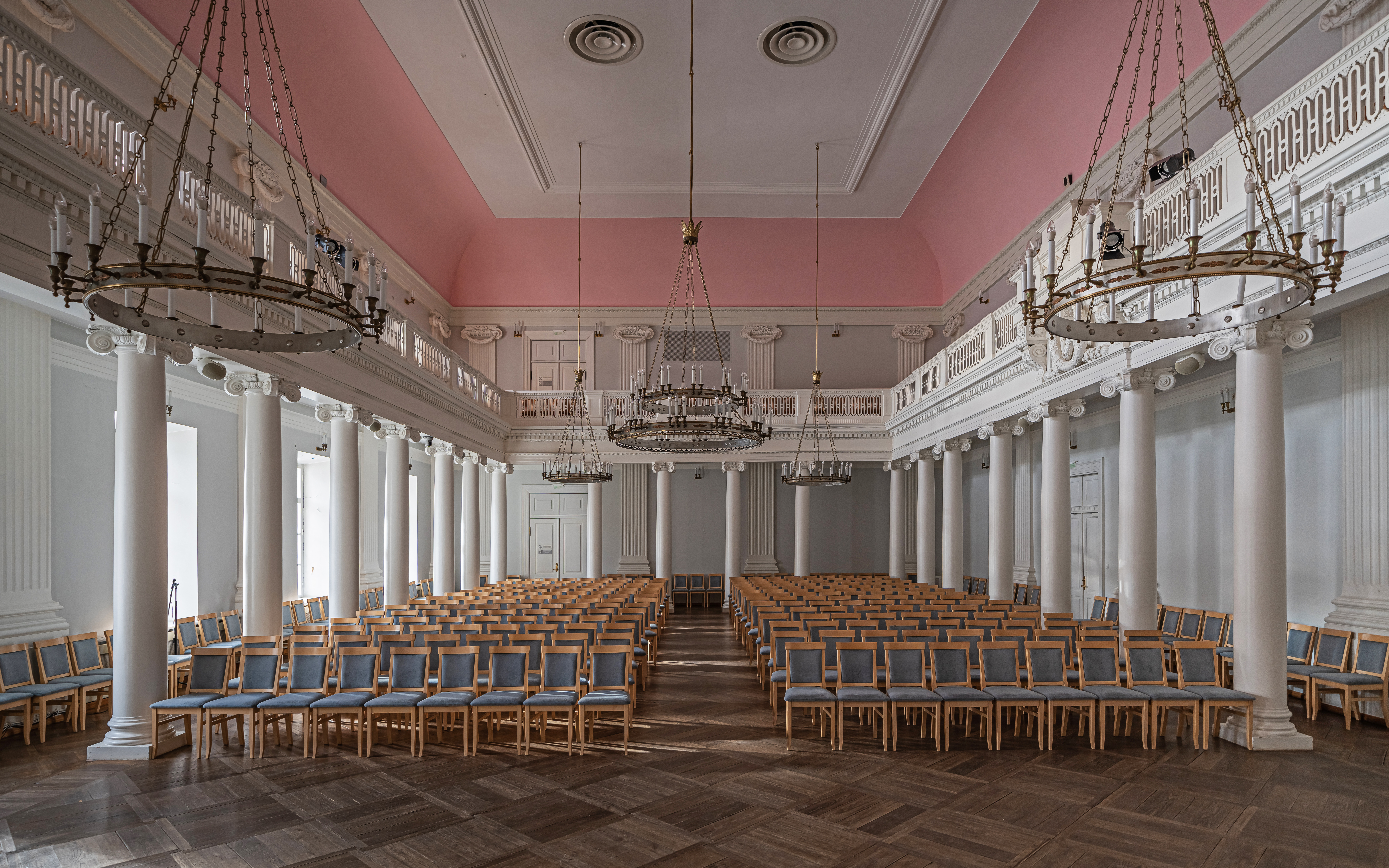
Аудиторія
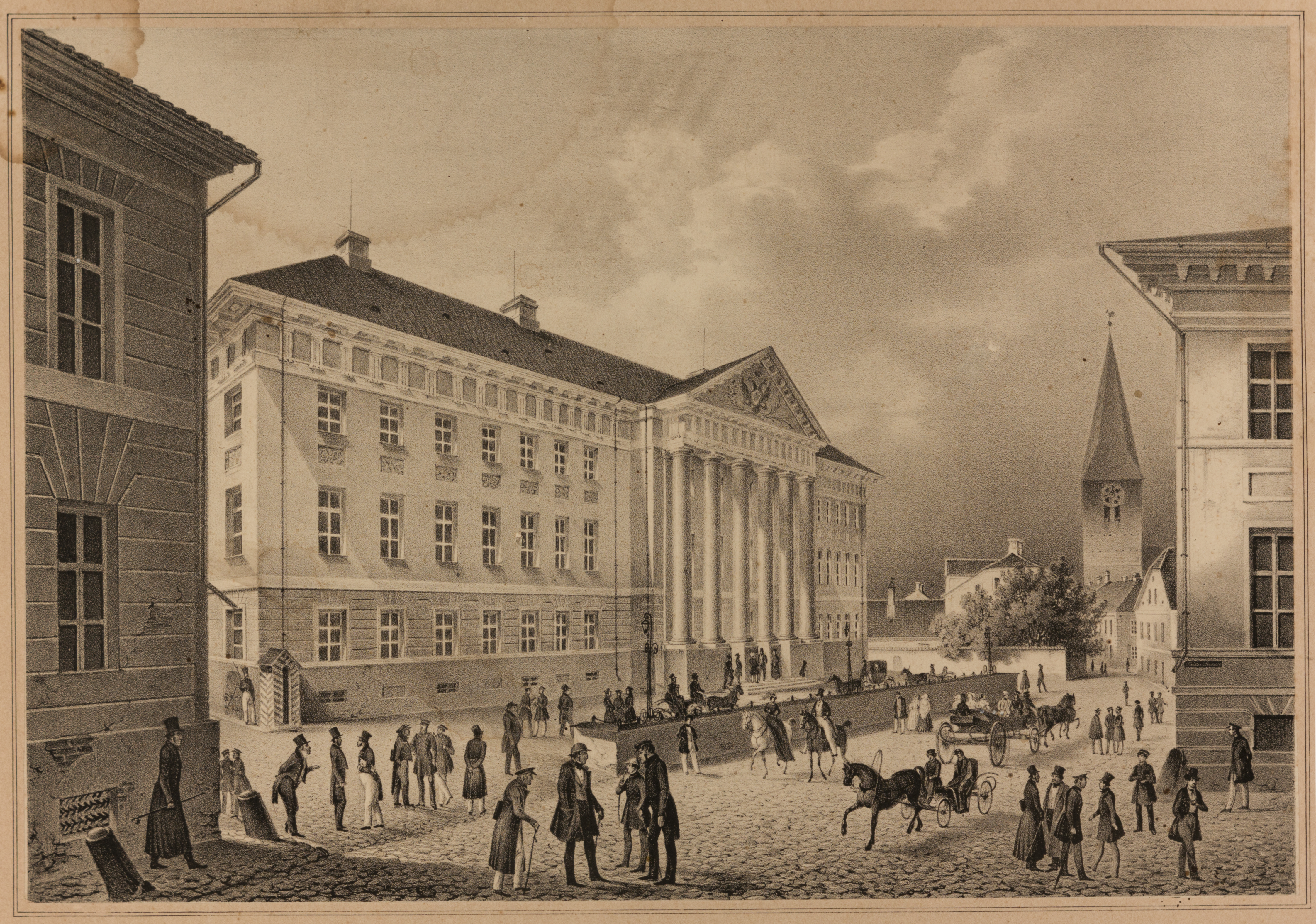
Головний корпус Тартуського університету у 1845 році
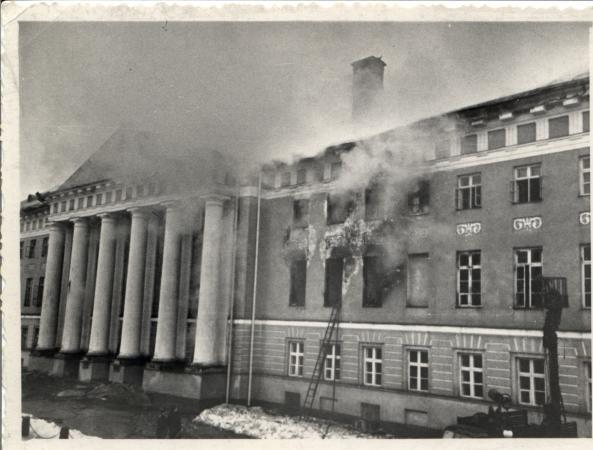
Головний корпус Тартуського університету у пожежі 1965 року.

## Пам'ятки
На торцевій стіні північного крила головного корпусу університету встановлено меморіальну дошку єдиному нобелівському лауреату, який викладав у Тартуському університеті, хіміку Вільгельму Оствальду. 3 травня 2005 року Посольство Польщі встановило на торцевій стіні південного крила пам’ятну дошку польсько-литовському королю Стефану Баторію, який у 1583 році надав місту Тарту сучасні кольори прапора та заснував Тартуську єзуїтську гімназію , попередник університету. У невеликому парку за головним корпусом, стоїть пам'ятник (копія довоєнного меморіалу) засновнику університету королю Швеції Густаву II Адольфу, котрий заснував в 1632 Академію Густавіана.
9 квітня 2012 року на головному корпусі відкрито меморіальну дошку Ференцу Лісту, який рівно 170 років тому (1842) дав у залі два концерти.
Аудиторія № 139 носить ім'я філолога естонської мови Йоганнеса Вольдемара Вескі. 